# Satubinha
Satubinha é um município brasileiro do estado do Maranhão.

## História
O município de Satubinha, desmembrado do município de Pio XII, foi motivo de disputa política entre Pedro Gonçalves e seus adversários por muitos anos. Com o apoio de grandes fazendeiros e empresários da região, principalmente da família Setúbal, ainda na gestão do governador Matos Carvalho, houve a promulgação da Lei estadual nº 1.730, de 26 de janeiro de 1959 que havia transformado o distrito de Satubinha em município[carece de fontes?]. 
O topônimo desse município foi uma adaptação do nome da família Setúbal (variando de Setúbal para Satúbal, daí o diminutivo "Satubinha"), oligarquia latifundiária que é proprietária de várias fazendas agropecuárias da região onde foi estabelecido o município[carece de fontes?].
No entanto, a consolidação da elevação desta localidade à categoria de município e distrito com a denominação de Satubinha ocorreria em 10 de novembro de 1994, com a promulgação da Lei estadual nº 6.172/1994.
Em 1996, ocorreram as primeiras eleições municipais para a Prefeitura e Câmara de Vereadores locais.
Este Município veio a ser instalado de fato somente em 01 de janeiro de 1997, após a divulgação dos resultados das eleições municipais de 1996.

## Geografia
O município de Satubinha possui uma extensão territorial de 441,811 quilômetros quadrados, ocupando a 177 posição entre os 217 municípios maranhenses em termos de área.

### Demografia
Segundo dados do Censo Demográfico de 2022, Satubinha contava com 8.784 habitantes, resultando em uma densidade populacional de aproximadamente 19,88 habitante por quilômetro quadrado. No contexto estadual, o município ocupava a 184 posição em número de habitantes e a 108 em densidade demográfica comparando-se com outros municípios do estado do Maranhão. A estimativa populacional para o ano de 2024 era de 8.880 habitantes.

### Educação
Em 2010, a taxa de escolarização de crianças entre 6 e 14 anos em Satubinha era de 88,4 %, colocando o município na 215 colocação entre os 217 do estado. Quanto ao Índice de Desenvolvimento da Educação Básica (IDEB) referente ao ano de 2023, os anos iniciais do ensino fundamental na rede pública apresentaram índice de 5,2 enquanto os anos finais atingiram 4,9.
| Taxa de escolarização de 6 a 14 anos de idade [2010]             | 88,4 %           |
| IDEB – Anos iniciais do ensino fundamental (Rede pública) [2023] | 5,2              |
| IDEB – Anos finais do ensino fundamental (Rede pública) [2023]   | 4,9              |
| Matrículas no ensino fundamental [2023]                          | 1.641 matrículas |
| Matrículas no ensino médio [2023]                                | 322 matrículas   |
| Docentes no ensino fundamental [2023]                            | 166 docentes     |
| Docentes no ensino médio [2023]                                  | 30 docentes      |
| Número de estabelecimentos de ensino fundamental [2023]          | 29 escolas       |
| Número de estabelecimentos de ensino médio [2023]                | 1 escolas        |

Fonte: IBGE

## Economia
Em 2021, o Produto Interno Bruto (PIB) per capita de Satubinha foi de R$ 6.522,36, valor que colocava o município na 203 posição entre os 217 do estado do Maranhão. Já em 2023, as receitas oriundas de fontes externas representavam 96,68 % do total arrecadado pelo município, o que o posicionava em 23 lugar no ranking estadual.
| PIB per capita [2021]                                                                           | 6.522,36 R$      |
| Índice de Desenvolvimento Humano Municipal (IDHM) [2010]                                        | 0,493            |
| Total de receitas brutas realizadas [2023]                                                      | 66.608.980,98 R$ |
| Transferências correntes (Percentual em relação às receitas correntes brutas realizadas) [2023] | 96,68 %          |
| Total de despesas brutas empenhadas [2023]                                                      | 67.179.540,63 R$ |

Fonte: IBGE
| Salário médio mensal dos trabalhadores formais [2022]                                             | 1,6 salários mínimos |
| Pessoal ocupado [2022]                                                                            | 516 pessoas          |
| População ocupada [2022]                                                                          | 5,87 %               |
| Percentual da população com rendimento nominal mensal per capita de até 1/2 salário mínimo [2010] | 60,1 %               |

Fonte: IBGE

## Organização político-administrativa
O Município de Satubinha possui uma estrutura político-administrativa composta pelo Poder Executivo, chefiado por um Prefeito eleito por sufrágio universal, o qual é auxiliado diretamente por secretários municipais nomeados por ele, e pelo Poder Legislativo, institucionalizado pela Câmara Municipal de Satubinha, órgão colegiado de representação dos munícipes que é composto por vereadores também eleitos por sufrágio universal.